# YanGo
YanGo (справжнє ім'я — Ян Віталійович Гордієнко) — російськомовний відеоблогер з Краматорську. На жовтень 2022 року на його основний канал підписано 4,56 млн, а відео на ньому сумарно зібрали майже 288 млн переглядів.

## Біографія
Ян Гордієнко народився 25 жовтня 1998 року в Краматорську.
3 жовтня 2014 року створив канал YanGo на YouTube, де спочатку публікував короткі відео у стилі Vine, а пізніше летсплеї та інші розважальні відео.
2015 року опублікував музичний відеокліп «Лакшери», що зібрав 1,9 млн переглядів.
2016 року знявся у двох стрічках російських кінорежисерів: «Ёлки 5» — Тімура Бекмамбетова, та «Зламати блогерів» — Міхаїла Свєшнікова, зіграв камео.

## Сім'я
Має молодшого брата Тихона, з яким на каналі Яна також є відеоролики.

## Статистика
- 2016 — у конкурсі популярності російських відеоблогерів у Twitter (#TwitterStar), посів третє місце, отримавши 66 тис. голосів

## Фільмографія
| Рік  | Фільм            | Роль        |
| ---- | ---------------- | ----------- |
| 2016 | Ёлки 5           | в ролі себе |
| 2016 | Зламати блогерів | в ролі себе |

## Участь у шоу та проєктах
- У липні 2016 року Ян узяв участь у ток-шоу «Говорить Україна»[5]. Випуск був присвячений впливу блогерів на молоде покоління.
- У 2017 році був одним із засновників та журі реаліті-шоу присвяченому відеоблогінгу HypeTime[6].
- Став ведучим 24-го сезону «Шалені вихідні» «Орел і решка», разом із популярною блогеркою Юлією Коваль[7][8][9].
- У 2018 році знявся в кліпі Христини Соловій [10]